# Municipio de Garfield (condado de Smith)
El municipio de Garfield (en inglés: Garfield Township) es un municipio ubicado en el condado de Smith en el estado estadounidense de Kansas. En el año 2010 tenía una población de 23 habitantes y una densidad poblacional de 0,25 personas por km².

## Geografía
El municipio de Garfield se encuentra ubicado en las coordenadas 39°37′6″N 98°40′24″O / 39.61833, -98.67333. Según la Oficina del Censo de los Estados Unidos, el municipio tiene una superficie total de 92.98 km², de la cual 92,94 km² corresponden a tierra firme y (0,04 %) 0,04 km² es agua.

## Demografía
Según el censo de 2010, había 23 personas residiendo en el municipio de Garfield. La densidad de población era de 0,25 hab./km². De los 23 habitantes, el municipio de Garfield estaba compuesto por el 100 % blancos. Del total de la población el 0 % eran hispanos o latinos de cualquier raza.